# Inspectora Nemez: Sentència de mort
Inspectora Nemez: Sentència de mort (títol original en alemany, Todesfrist – Nemez und Sneijder ermitteln) és un telefilm germano-austríac del 2019 dirigida per Christopher Schier i protagonitzada per Josefine Preuß com la inspectora Sabine Nemez i Raymond Thiry com el perfilador criminal Maarten S. Sneijder. El guió de Verena Kurth està basat en la novel·la Todesfrist (2013) de l'escriptor austríac Andreas Gruber. La primera emissió va tenir lloc el 6 d'octubre de 2019 a Sat.1 emotions, i un dia després a Sat.1. La pel·lícula va tenir continuïtat amb Todesurteil – Nemez und Sneijder ermitteln (2021). S'ha doblat i subtitulat al català per TV3, que va emetre-la el 28 de juny de 2025.